# 沃洛迪米尔·梅利尼琴科
沃洛迪米尔·沃洛迪米罗维奇·梅利尼琴科（烏克蘭語：Володимир Володимирович Мельниченко，1932年2月25日—2023年4月19日），是乌克兰视觉艺术家、雕塑家及建筑师。他获得了“乌克兰功勋艺术家”称号，他是乌克兰全国艺术家联盟、全乌克兰创新联盟“乌克兰作家代表大会”的成员，也是乌克兰全国电影摄影师联盟的荣誉会员。